# 太空嘻哈族
《太空嘻哈族》（스페이스 힙합덕）是一部由上海美术电影制片厂和韩国二维动画公司Sunwoo、KBS电视台联合制作的动画作品，由朴钟哲导演。
于2004年1月在KBS电视台首播。中国大陆于2004年4月2日在中国中央电视台少儿频道首播。